# Hästvakansavgift
Hästvakansavgift var den avgift som rusthållare vid avsuttna kavalleriregementen erlade till kronan för att befrias från att hålla häst. Avsuttna var Östgöta kavalleriregemente, Västgöta kavalleriregemente, en bataljon av Livregementet till häst och fyra skvadroner av Smålands kavalleriregemente (sedan Smålands grenadjärkår). Det område som rustat till dessa avsuttna kårer omfattade 10 län i mellersta Sverige. Vid Smålands grenadjärkår betalades 7 tunnor spannmål (hälften råg och hälften korn) i årlig vakansavgift för varje helt rusthåll, vid de övriga kårerna 7½ tunna. Statsverkets inkomst av hästvakansavgift, som för 1903 beräknades till 280 000 kronor, upphörde med utgången av samma år i samband med indelningsverkets upphävande (kunglig kungörelse 29 november 1901).